# ファット・ジョン
ファット・ジョン（Fat Jon、本名: Jon Marshall、1975年9月6日 - ）は、アメリカ合衆国の音楽プロデューサー、ソングライター、ラッパー、ヒップホップミュージシャン。Five Deezのビートメイカー、MCとして知られている。
アニメ「サムライチャンプルー」で渡辺信一郎監督からの要請を受け、楽曲を提供した。
住居をアメリカからドイツに移し、J Ralwsとのユニット3582やソロプロデュースなど今も活躍の幅を広げている。
日本のNujabesとも親交があり、Fat Jon関連の曲をリミックスしている。

## ディスコグラフィ
スタジオ・アルバム
- Humanoid Erotica (2001) (as Maurice Galactica)
- Wave Motion (2002)
- Lightweight Heavy (2004)
- Afterthought (2006)
- Hundred Eight Stars (2007)
- Repaint Tomorrow (2008)
- Rapture Kontrolle (2012) (as Maurice Galactica)
- God's Fifth Wish (2020)